# گذرگاه اونای
گذرگاه اونای (انگلیسی: Onai Pass) یک گردنه کوهستانی در ضلع غربی کوه‌های پغمان در منطقه جلریز ، استان میدان وردک ، افغانستان است. به دلیل موقعیت جغرافیایی در جنوب غربی کابل از اهمیت استراتژیکی برخوردار است. رودخانه سرچشمه از این گردنه عبور می‌کند که قسمت بالایی رودخانه کابل است. رودخانه میدان، شاخه‌ای از کابل / سرچشمه در ارتفاع حدود ۳۳۰۰ متری (۱۰،۸۰۰ فوت) گذرگاه اونای افزایش می‌یابد.
این گذرگاه به دلیل اهمیت در جنگ افغانستان سابقه طولانی دارد. در سال ۱۹۲۹، محمد میر فتح (۱۹۰۱-۱۹۶۴) یکی از سه فرمانده هزاره بود که نیروهای حبیب الله کالاکانی را در این گذرگاه شکست داد. مجاهدین در بهار سال ۱۹۷۹ در طی جنگ علیه رژیم کمونیستی افغانستان مورد حمایت شوروی ، گذرگاه اونای را تصرف کردند و منطقه جلریز یکی از اولین مناطقی بود که تصرف شد.  
در سال ۲۰۰۸، وزارت کار و امور اجتماعی ۱۳۶ کیلومتر بزرگراه کابل را آغاز کرد، کمک ۳۶ میلیون یورویی دولت ایتالیا، مرحله اول این پروژه، در سال ۲۰۰۸ با به‌سازی ۵۴ کیلومتر جاده خاکی که از میدان‌شهر آغاز شده و به سمت گذرگاه اونای می‌رود، آغاز شد.